# Norops fungosus
Norops fungosus är en ödleart som beskrevs av  Myers 1971. Norops fungosus ingår i släktet Norops och familjen Polychrotidae. Inga underarter finns listade i Catalogue of Life.